# ʻOumuamua
1I/ʻOumuamua (na havajskom "glasnik izdaleka koji stiže prvi"), prvo zabilježeno međuzvjezdano nebesko tijelo koje je prošlo Sunčevim sustavom. Nepravilnog je oblika, nalik na cigaru, i dugo oko 400 metara, što ga razlikuje od svih ostalih asteroida pronađenih u Sunčevom sustavu.
Sunčevim sustavom prošlo je brzinom od 64 000 km/h. Njegovo otkriće potvrdilo je višedesetljetne pretpostavke o postojanju međuzvjezdanih objekata i otvorilo mogućnost proučavanja planetarnih sustava izvan Mliječne staze.
Prvi ga je 19. listopada 2017. primijetio istraživač Robert Weryk koristeći se teleskopom Pan-STARRS 1 na havajskoj zvjezdarnici Haleakali.

## Vanjske poveznice
- 'Oumuamua u Bazi podataka malih nebeskih tijela (JPL Small-Body Database)

|  | Zajednički poslužitelj ima još gradiva o temi ʻOumuamua |